# Slobodno zidarstvo u Bosni i Hercegovini
| Velike lože                     | Broj loža |
| ------------------------------- | --------- |
| Velika loža Bosne i Hercegovine | 9         |
| Velika nacionalna loža Srbije   | 2         |
| Veliki orijent Francuske        | 1         |

Slobodno zidarstvo u Bosni i Hercegovini djeluje od prve polovice 20. stoljeća. Prva bosanskohercegovačka loža slobodnih zidara osnovana je 1930. godine u Sarajevu pod pokroviteljstvom Velike lože "Jugoslavija".
Danas u Bosni i Hercegovini djeluje regularna Velika loža Bosne i Hercegovine i druge kontinentalne velike lože. Također, inozemne nadležnosti, poput Velike nacionalne lože Srbije ili Velikog orijenta Francuske, imaju svoje lože u Bosni i Hercegovini.

## Povijest
Slobodno zidarstvo u Bosni i Hercegovini ima korijene koji sežu još u 19. stoljeće, a možda čak i u osmansko doba. Dokumentirano slobodno zidarstvo počinje se bilježiti od 1930. godine, no postoje naznake o aktivnostima slobodnih zidara i prije toga razdoblja. Osmansko razdoblje, koje je trajao veći dio 19. stoljeća, donio je neke naznake o postojanju loža u Beogradu i drugim dijelovima Osmanskog Carstva, poput Lože "Ali Koč", čiji je član bio Sima Milutinović Sarajlija, prvi poznati slobodni zidar iz Bosne i Hercegovine. Austrougarska vladavina (1878. – 1918.) također je imala svoje tragove slobodnog zidarstva u BiH. Postojala je naznaka o loži ili vjenčiću u Sarajevu pod zaštitom Velike simboličke lože Ugarske oko 1910. godine. Slobodnozidarski simboli na nekim zgradama u Sarajevu, datirani od 1890. godine, svjedoče o prisutnosti slobodnog zidarstva, iako detaljnije informacije o toj aktivnosti još treba istražiti.
Prva dokumentirana loža, Loža "Sima Milutinović Sarajlija", na području današnje Bosne i Hercegovine osnovana je 8. studenoga 1930. godine u Sarajevu, Drinska banovina, pod zaštitom Velike lože "Jugoslavija". Međutim, politička situacija u Europi dovela je do gašenja loža, uključujući i Veliku ložu "Jugoslavija" 1940. godine, prije izbijanja Drugog svjetskog rata. Nakon rata, u razdoblju socijalističke Jugoslavije (1945. – 1990.), organizirano slobodno zidarstvo je bilo zabranjeno.
Obnova slobodnog zidarstva u BiH dogodila se 1999. godine, pod okriljem Velike lože Austrije i Velike lože Slovenije, uspostavljanjem deputacijske Lože "Lux Bosnia" u slovenskom mjestu Dragomer, pored Ljubljane. Ova loža 2003. godine prelazi u Sarajevo gdje se do početka 2005. godine još osnivaju dvije lože. Ove tri lože osnivaju prvu bosanskohercegovačku veliku ložu, Veliku ložu Bosne i Hercegovine, u travnju 2005. godine.

## Regularna velika loža
Velika loža Bosne i Hercegovine (VLBiH) je regularna bosanskohercegovačka slobodnozidarska velika loža osnovana 2005. godine u Sarajevu. Ima preko 200 članova u 9 loža u Sarajevu, Banja Luci, Tuzli, Mostaru i Bijeljini. Ujedinjena velika loža Engleske (UGLE) je 2007. godine priznala ovu veliku ložu kao regularnu.

## Tradicionalne i liberalne velike lože
U Bosni i Hercegovini djeluju i velike lože koje pripadaju liberalanom i adogmatskom ustroju.
Veliki orijent u Bosni i Hercegovini (VOBIH)  je osnovan u srpnju 2019. godine u Sarajevu. Naveden je kao suosnivač Svjetske unije "Libertas 5775" u siječnju 2021. godine.
Velika nacionalna loža Republike Srpske (VNLRS) je velika loža osnovana 2018. godine od članova koji su ranije bili u kontroverznoj RVLS Beograd.
Velika loža je članica Vrhovnog vijeća velikih loža Balkana.
U Bosni i Hercegovini djeluje:
- Loža "Vijećnica", mješovita loža osnovana početkom 2008. godine u Sarajevu, nije povezana niti s jednom velikom ložom što je čini nepriznatom.[10][11]

## Inozemne velike lože u BiH
Pored bosanskohercegovačkih velikih loža, u Bosni i Hercegovini djeluju i lože koje su pod zaštitom drugih nacionalnih velikih loža, kao što su:
- Velika nacionalna loža Srbije (VNLS) ima dvije ložu pod svojom pokroviteljstvom. Prva je Loža "Svitanje" br. 41 koja djeluje u Bijeljini od 2008. godine s pauzama.[12][13] Druga je Loža "Ban Milosavljević" br. 64 koja djeluje u Banja Luci od 2025. godine.[14] Pored spomenutih, osnovana je 2010. godine i Loža "Sveti Ivan Krstitelj" br. 43 u Banja Luci koja je radila nekoliko godina.[15][16]
- Veliki orijent Francuske (GOdF) ima jednu ložu pod svojom zaštitom, i to Ložu "Nikola Tesla" br. 6033, koja djeluje u Banja Luci od 2013. godine.[10][17] Loža nosi naziv po izumitelju i inženjeru Nikoli Tesli.

Neke lože slobodnih zidara su bile pod zaštitom drugih nacionalnih velikih loža, kao što su:
- Velika loža Austrije (GLvÖ) je u Sarajevu uspostavila tri lože, "Lux Bosnia" (2003.), "Ivo Andrić" (2004.) i "Veritas", koje su 2005. godine formirale Veliku ložu Bosne i Hercegovine.[18]
- Velika loža Srbije (VLS) je oko 2017. godine pod svojom zaštitom u Bijeljini imala Ložu "Svitanje" br. 7.